# Платонов, Константин Петрович
Константин Петрович Платонов (15 мая 1921 — 8 апреля 1944) — советский военнослужащий, участник Великой Отечественной войны, заместитель командира эскадрильи 108-го авиационного полка 36-й авиационной дивизии 8-го авиационного корпуса Авиации дальнего действия, старший лейтенант, Герой Советского Союза.

## Биография
Родился 15 мая 1921 года в деревне Мелихово (ныне — Тарутинского сельского поселения Жуковского района Калужской области) в семье крестьянина. Русский. Член ВКП(б) с 1943 года. Окончил 7 классов. Работал слесарем на 2-м шарикоподшипниковом заводе в Москве, одновременно учился в аэроклубе.
В Красной Армии с 1940 года. В 1941 году окончил Кировабадскую военную авиационную школу пилотов.
В боях Великой Отечественной войны с октября 1941 года. Заместитель командира эскадрильи 108-го авиаполка старший лейтенант Платонов К. П. к сентябрю 1943 года совершил 179 боевых вылетов на бомбардировку важных объектов в глубоком тылу противника, скоплений вражеских войск. Уничтожил 15 самолётов противника на аэродромах.
С 22 ноября 1943 года по 20 февраля 1944 года входил в состав оперативной группы 8-го авиакорпуса — «Север-3», самолёты Ил-4 которой базировались на аэродроме под Мурманском. Главной задачей этой группы являлась боевая работа в интересах Северного флота. В ночь на 11 февраля 1944 года в качестве командира экипажа участвовал в бомбардировке гитлеровского линкора «Тирпиц» в Альтен-фьорде.
Указом Президиума Верховного Совета СССР от 13 марта 1944 года за мужество и героизм, проявленные в боях с немецко-фашистскими захватчиками, старшему лейтенанту Платонову Константину Петровичу присвоено звание Героя Советского Союза с вручением ордена Ленина и медали «Золотая Звезда».
8 апреля 1944 года К. П. Платонов погиб в авиационной катастрофе на аэродроме Ваенга Мурманской области.
Награждён 2 орденами Ленина, орденом Красного Знамени, Отечественной войны 1-й степени, медалями.